# Timex Sinclair 1000
Le Timex Sinclair 1000 (TS1000) est le premier ordinateur produit par Timex Sinclair, une coentreprise entre Timex Corporation et Sinclair Research. Il a été lancé en juillet 1982, à un prix de vente de 99,95 dollars américains, ce qui en faisait l'ordinateur domestique le moins cher de l'époque. Il était présenté comme « le premier ordinateur à moins de 100 dollars ».
L'ordinateur était destiné aux utilisateurs domestiques. À l'achat, le TS1000 était entièrement assemblé et prêt à être branché sur un téléviseur domestique, qui servait d'écran pour l'ordinateur. Le TS1000 était une version légèrement modifiée du Sinclair ZX81 avec un modulateur RF NTSC, pour une utilisation avec les téléviseurs nord-américains, au lieu du PAL pour les téléviseurs européens. Le TS1000 doublait la mémoire vive de 1 kilooctet à 2 kilooctets. Le boîtier du TS1000 était légèrement renforcé, mais restait très semblable à celui de l'ordinateur Sinclair, y compris le clavier à membrane. Il affichait en noir et blanc et n'était pas équipé pour produire des sons.
Il a été suivi par une version améliorée, le Timex Sinclair 1500 (TS1500), qui disposait de beaucoup plus de mémoire vive (16 kilooctets) et était vendu à un prix inférieur (80 $ dollars américains). Cependant, le TS1500 n'a pas connu de succès commercial, étant donné que le marché était à cette époque déjà dominé par Commodore, RadioShack, Atari et Apple.

## Histoire

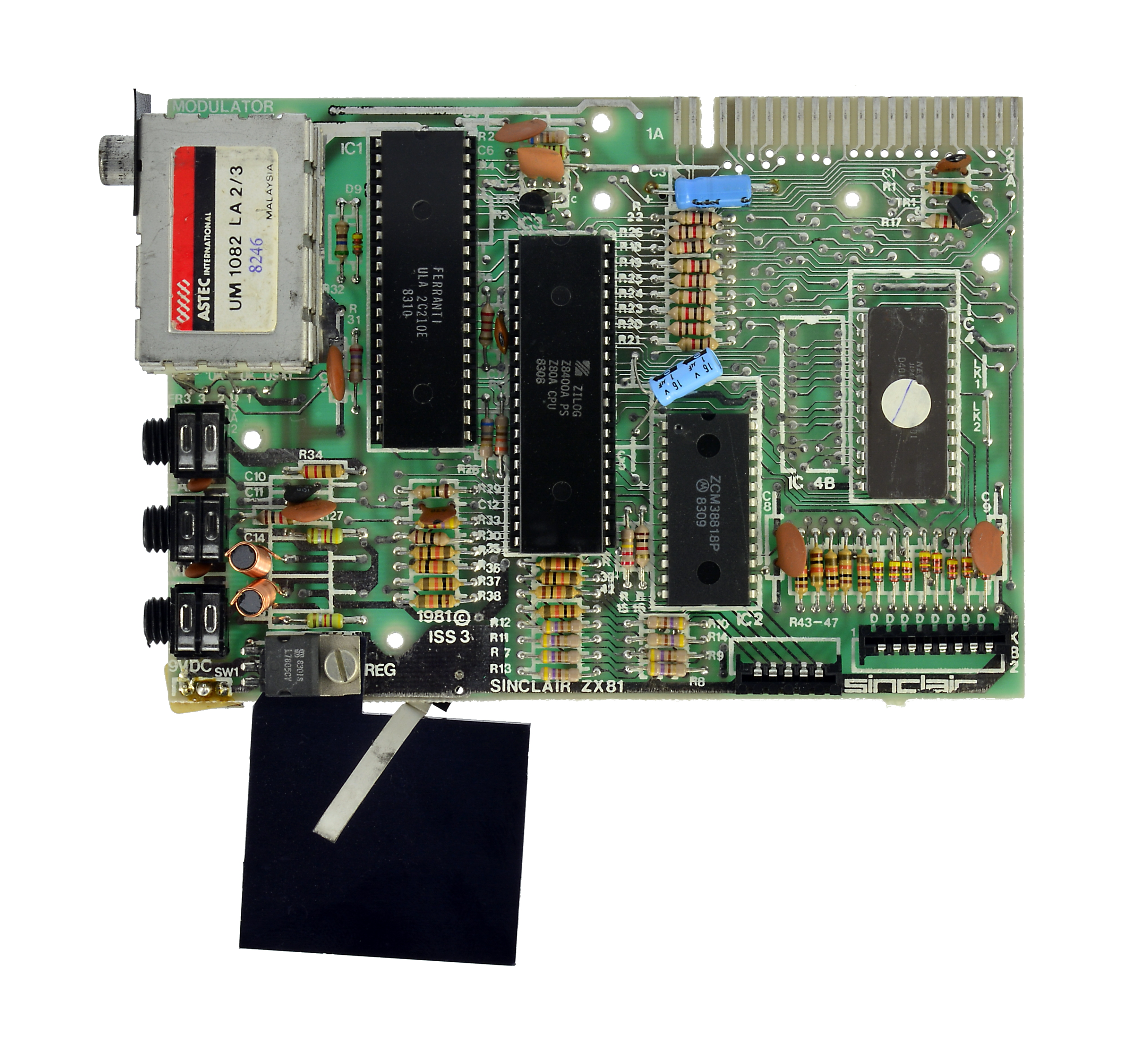
Carte mère du Timex Sinclair 1000. Notez la mention Sinclair ZX81 au bas de la carte, indiquant que l'ordinateur est une variante du Sinclair ZX81.

Au début de 1983, Timex a déclaré avoir vendu 600 000 TS1000 aux États-Unis. L'ordinateur était vendu 99,95 dollars aux États-Unis, ce qui en faisait l'ordinateur domestique le moins cher de l'époque ; il était annoncé comme « le premier ordinateur à moins de 100 dollars ». Ce prix a déclenché une guerre de prix avec Commodore, qui a rapidement réduit le prix de son VIC-20 pour l'égaler et a ensuite annoncé un programme de reprise offrant 100 dollars pour tout ordinateur concurrent à l'achat d'un Commodore 64. Le TS1000 étant vendu 49 dollars à cette époque, de nombreux clients l'ont acheté dans le seul but de l'échanger contre un Commodore 64.
Comme le Sinclair ZX81, le TS1000 utilisait une forme de Basic comme interface principale et langage de programmation. Pour rendre le clavier à membrane moins encombrant pour la saisie de commandes, le TS1000 utilisait un système de raccourci composé de mots-clés d'une lettre pour la plupart des commandes (par exemple, appuyer sur "P" lorsque le curseur était en "mode mot-clé" générait la commande "PRINT"). Certains mots-clés nécessitaient une courte séquence de frappes (par exemple, SHIFT-ENTER S générait la commande "LPRINT"). Une chose remarquable à propos de cette version de Basic est que, contrairement à d'autres versions où elle est optionnelle dans un programme, la commande LET était largement utilisée pour les données.
Le TS1000 était normalement branché sur un téléviseur ordinaire qui servait d'écran d'ordinateur. L'ordinateur produisait un écran en noir et blanc composé de 24 lignes de 32 colonnes. 22 lignes étaient dédiées à l'affichage, deux étant réservées à la saisie de données et aux messages d'erreur. Les graphiques limités étaient basés sur les formes géométriques contenues dans le jeu de caractères non ASCII du système d'exploitation. La seule forme de stockage à long terme était la cassette compacte. Le module d'extension de mémoire vive de 16 kilooctets était vendu 49,95 $. La pénurie de modules d'extension de mémoire, associée à l'absence de logiciels capables de fonctionner avec 2 kilooctets, a fait que l'ordinateur n'a eu d'autre utilité que de servir d'introduction à la programmation. Les magazines d'informatique domestique de l'époque, tels que Compute!, montraient aux passionnés comment interfacer l'ordinateur avec divers types d'équipements. Ces didacticiels permettaient de découvrir les débuts de la technologie de synthèse vocale grâce à un appareil La Dictée magique, le contrôle de la robotique grâce au port mémoire et les affichages de texte défilant pour la publicité.
Au fil du temps, le TS1000 a donné naissance à une industrie artisanale d'accessoires tiers conçus pour remédier à ses limites et offrir davantage de fonctions. Des claviers de taille normale, des synthétiseurs vocaux, des générateurs de sons, des lecteurs de disques et des extensions de mémoire (jusqu'à 64 kilooctets) étaient quelques-unes des options disponibles. Des langages de programmation tels que Forth et Pascal, ainsi que des compilateurs et assembleurs BASIC, ont augmenté les possibilités de programmation du TS1000. Les magazines de passionnés d'informatique du début des années 1980 contenaient des articles fournissant les instructions de programmation de jeux simples et d'autres programmes pouvant être utilisés avec l'appareil. Le magazine Microcomputing (en) a publié un article en avril 1983, critiquant le clavier à membrane (« Les concepteurs du Timex-Sinclair 1000 ... ont réduit cet important outil de programmation à une fraction de la taille requise ») et décrivant comment connecter des claviers externes de taille normale.

## Timex Sinclair 1500

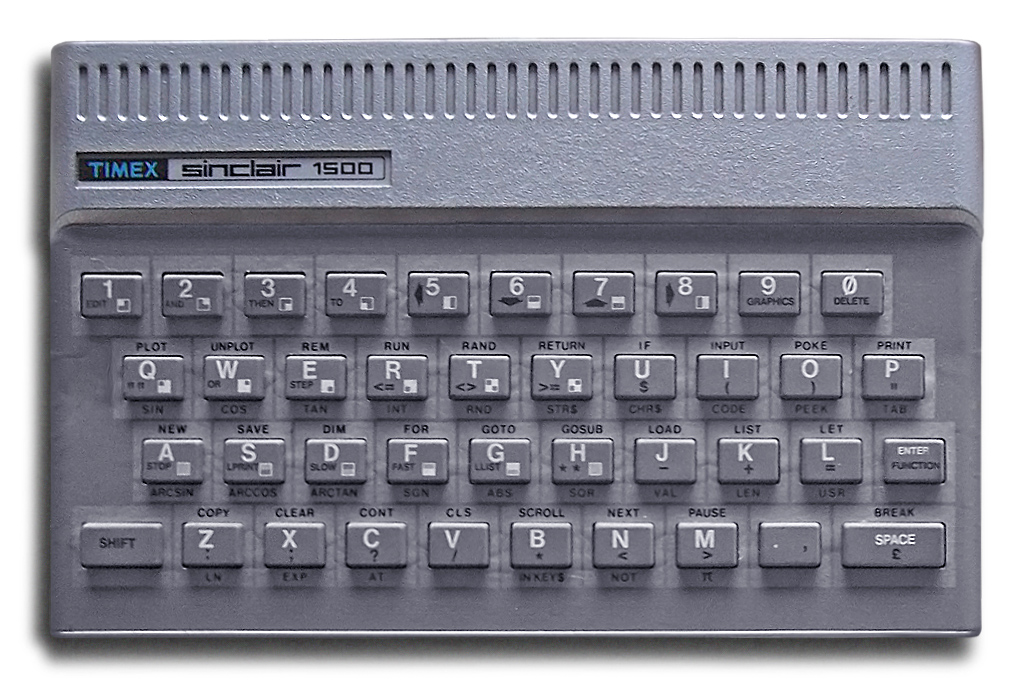
Timex Sinclair 1500

Le Timex Sinclair 1500 (TS1500) était une mise à niveau du TS1000 avec un meilleur clavier et une mémoire vive de 16 kilooctets. Timex Sinclair Portugal (TMX Portugal) a conçu le TS1500 et l'a proposé à Timex Corporation. Le design utilisait les boîtiers argentés du TS2000 (ZX Spectrum) qui n'avaient pas été utilisés en raison du lancement du TS2068. Le TS1500 a remplacé le boîtier de type ZX81 de la machine précédente par un boîtier argenté de type ZX Spectrum, le même clavier à membrane ZX Spectrum et un réseau prédiffusé de portes (gate array (en)) personnalisé.
Le TS1500 n'incorporait pas le réseau prédiffusé de portes de Ferranti. Le TS1500 utilisait un téléviseur standard pour son affichage, diffusant sur le canal 2 ou 3. Il était réglé par défaut sur le canal 2 de la télévision, mais si l'on appuyait sur la touche 3 du clavier dans les quelques secondes suivant la mise sous tension de l'ordinateur, il passait sur le canal 3. Bien que le TS1500 soit livré avec une mémoire vive interne de 16 kilooctets, un module de mémoire vive externe de 16 kilooctets pouvait être ajouté pour un total de 32 kilooctets de mémoire vive. Quelques commandes clavier (POKEs) étaient nécessaires pour que le système reconnaisse l'espace mémoire supplémentaire.
Le TS1500 a été vendu aux États-Unis, au Canada et au Portugal. Il se vendait 80 dollars américains. Il n'a pas été un succès commercial en raison de son lancement tardif, longtemps après le succès du TS1000 et du TS2068 (en). De plus, le successeur du ZX81/TS1000, le ZX Spectrum/TS2068, était déjà disponible et le marché des ordinateurs domestiques était déjà dominé par Commodore, RadioShack, Atari et Apple.

## Périphériques
Timex Computer Corporation a produit une interface de cartouche pour le TS1000, le Timex Sinclair 1510 Command Cartridge Player. Seuls quatre titres de cartouches ont été commercialisés :
- 07-9001 Supermath ;
- 07-9002 États et capitales ;
- 07-9003 Échecs ;
- 07-9004 Simulateur de vol (nécessite le module de 16 kilooctets de mémoire vive - le programme mettait 12 minutes à se charger).

Les utilisateurs pouvaient également charger des programmes en utilisant un magnétophone et des cassettes compactes.
Timex a aussi produit une imprimante thermique pour le TS1000. Le prix de vente de l'imprimante était de 100 dollars américains.